# إليان برول
إليان برول (18 سبتمبر 1895، باريس - 25 أغسطس 1982، باريس) كانت عضوًا في المقاومة الفرنسية، وشخصية سياسية وصحفية فرنسية، ومعروفة أيضًا بالتزامها بالنسوية ومشاركتها في الماسونية، وخاصة داخل المحفل العالمي المختلط الكبير. والتي كانت أول خبيرة كبرى فيه.

## سيرتها
ولدت إليان برول في الدائرة التاسعة في باريس لعائلة ثرية. وكان والدها إيلي سيمون ألكسندر برول (1868–1898) محاميًا في محكمة الاستئناف في باريس وطبيبًا أيضًا في مستشفى سان لوي. وكان قد أكمل شهره كمساعد رائد في الجنوب عندما أصيب بحمى التيفوئيد من خلال علاج جنود من كتيبة صيادي جبال الألب الثانية والعشرين؛ وتوفي بعد شهر ضحية الواجب المهني عن عمر يناهز الحادية والثلاثين. وقد ولدت والدتها إيزابيل موزيز (1867–1942)، في ليما لعائلة يهودية من الطبقة المتوسطة في بيرو، ثم اعتنقت الكاثوليكية.
تزوجت خلال الحرب العالمية الأولى بصديق طفولتها جان سابوردان (1890-1918) الذي توفي في الجبهة. وفي عام 1917 أنجبت ابنها الأول روجر سابوردان. وتزوجت مرة أخرى عام 1923 بالمحامي لوي غالييه (1883-1974)، وأنجبت منه ابنها الثاني ألكسندر برول غالييه (1925-1971). وفي عام 1933 انفصلت إليان برول عن لوي غالييه.
علاوة على التزاماتها السياسية والماسونية، أظهرت إليان برول اهتمامًا بقضية الطفولة والمراهقة طوال حياتها؛ وكانت نائبة مدير مدرسة التأهيل بكليرمون في وايز عام 1936، ومفتشة لعدد من المؤسسات في عام 1937، والأمين العام للمجلس الأعلى للطفولة، وعضوًا في المجلس الأعلى للمساعدة العامة. وفي عام 1938 نشرت توصياتها في مجلة الصحة والطب الاجتماعي.

### الحزب الراديكالي
عرّفها زوجها الثاني لويس غالييه مع إيميل بوريل، وهو من دعاة السلام، على الحزب الراديكالي الذي انضمت إليه في عام 1925. وكانت ملتزمة بعملها مع الحزب، وكان معظم ذلك العمل مع مارسيل كريمر باخ، محامية وعضو في الاتحاد الفرنسي من أجل حق المرأة في التصويت. وعملت كمتحدثة وصحفية في صحف لو راديكال، ولا فرانس راديكال، ولو ريبيبليكان جاكوبان، ولير نوفيل. وكانت عضوًا في نقابة الصحفيين، وأعربت من خلال مقالاتها وخطاباتها عن توقعها لمجتمع يجري فيه تطبيق مبادئ الحرية وكذلك المساواة في الحقوق والعمل دون تمييز. وكانت تتمتع بخبرة معترف بها وكانت واحدة من النساء الخمس الأعضاء في مكتب الحزب قبل عام 1940. وجرى انتخابها في عام 1933، وهي الانتخابات التي اعتبرت نجاحًا نسويًا ضد خصومها داخل الحزب. وعملت على سياسة العمل الاجتماعي والتضامن.
في عام 1934 وسط الأزمة السياسية وصعود اليمين المتطرف، بدأت إليان برول العمل الديمقراطي للنساء وشاركت بانتظام في مظاهرات لدعم الجمهورية. وفي عام 1935 أسست اتحاد النساء الراديكاليات وأصبحت رئيسته. وبعد رحلة إلى الاتحاد السوفيتي أصبحت مهتمة بموقف النظام السوفيتي من النساء والأطفال. وبسبب هذا الاهتمام أصبحت أقرب إلى الحزب الشيوعي. وكانت انتخابات عام 1936 بمثابة نجاح لها وللسياسة اليسارية في فرنسا حيث فاز العديد من الأعضاء الراديكاليين والاشتراكيين في الجبهة الشعبية بانتخاباتهم. كما كانت جزءًا من الحرب ضد الفاشية، ودعمت علنًا الجمهوريين الإسبان وكذلك ضحايا الفاشية في جميع أنحاء أوروبا. ومع سقوط حكومة ليون بلوم في أبريل عام 1938 انضمت إلى الجناح اليساري في الحزب الراديكالي. وفي عام 1939 استخدمت نفوذها لفتح الحدود والترحيب بالأطفال الذين اضطروا إلى الفرار من نظام فرانكو، أو الذين تيتموا بسببه.